# Heterobathmia
Sous-ordre
Super-famille
Famille
Genre
Heterobathmia est un genre de petits lépidoptères primitifs originaires d'Amérique du Sud tempérée. 
Il est le seul genre de la famille des Heterobathmiidae, de la super-famille des Heterobathmioidea et du sous-ordre des Heterobathmiina.

## Liste des espèces
- Heterobathmia diffusa Kristensen & Nielsen, 1979
- Heterobathmia megadecella Hünefeld & Kristensen, 2012
- Heterobathmia nielsenella Hünefeld & Kristensen, 2012
- Heterobathmia pseuderiocrania Kristensen & Nielsen, 1979
- Heterobathmia valvifer Kristensen, 1998

## Caractéristiques
Les Heterobathmia constituent l'un des groupes de papillons les plus primitifs, dépourvus de véritables trompes. Les adultes se nourrissent de pollen de Nothofagus, tandis que les chenilles en minent les feuilles.